# 안드레이 라브로프
안드레이 이바노비치 라브로프(러시아어: Андре́й Ива́нович Лавро́в, 1962년 3월 26일~)는 소련과 러시아의 은퇴한 핸드볼 선수로 포지션은 골키퍼이다. 올림픽에서 금메달을 3번 획득했으며, 올림픽 핸드볼 최다 금메달리스트이자 유일한 3회 우승자이다.
또한 3개의 국가대표팀 소속으로 올림픽 금메달을 획득한 유일한 핸드볼 선수로 1988년에 소련 소속으로 1992년에 독립국가연합 소속으로, 2000년에 러시아 소속으로 금메달을 획득했다. 또한 2004년 하계 올림픽에서 러시아 대표팀 선수로서 동메달을 획득했다. 1995년부터 2004년까지 러시아 대표팀 주장을 맡았으며, 2000년 시드니 올림픽 당시 러시아 선수단 개막식 기수를 맡았다.
세계 선수권 대회에서도 활약하여, 소련 대표팀 시절에 1990년 대회에서 준우승을 했다. 러시아 대표팀으로서 1993년과 1997년 2회 우승을 차지했고, 1999년 대회에서는 준우승을 차지했다. 유럽 핸드볼 선수권 대회에서는 1회 우승, 2회 준우승의 기록을 남겼다.